# Неда Украден
Неда Украден (Имотски, 16. август 1950) српска је певачица забавне музике. Каријеру је започела 1967. године. Током 1970-их и 1980-их била је једна од највећих звезда југословенске поп музике, са преко 4 милиона продатих плоча. Од 2009. велику популарност постиже бројним денс хитовима.

## Биографија
Одрасла је у Сарајеву, мада је због очеве професионалне каријере живела и у другим градовима. Завршила је Правни и Филозофски факултет у Сарајеву, као и средњу музичку школу певања. Током распада Југославије преселила се у Београд 1992, где и данас живи и ради.
Била је удата за Милана Билбију. Од ћерке Јелене има две унуке Неду и Александру и унука Душана. Власник је ресторана „Стар”.

## Професионална каријера
Неда је била током 1970-их и 1980-их година једно од највећих имена југословенске популарне музике са етно-поп призвуком, као и једна од највећих звезда тадашњих фестивала.
Током вишедеценијске каријере наступала је у свим већим дворанама широм Југославије: Сава центар и Дом Синдиката у Београду, Ватрослав Лисински у Загребу, Тиволи у Љубљани, Универзална сала у Скопљу и др. Сарађивала је са најеминентнијим ауторима, као што су: Кемал Монтено, Арсен Дедић, Ђорђе Новковић, Сеид Мемић Вајта, Рајко Дујмић, Ђело Јусић, Зринко Тутић, Хари Мата Хари и Никола Борота — Радован. Уз бројне награде које је Неда освојила током своје богате музичке каријере свакако треба издвојити Златну птицу „Југотона” за преко два милиона проданих плоча. Редовно наступа по свим земљама бивше Југославије.
Концертима у Сава центру, у Београду 2017. године, и дворани Ватрослав Лисински у Загребу 2018. године обележила је 50 година успешне каријере.

### Почеци каријере
Музичку каријеру започела је 1967. када је снимила прву песму за Радио Сарајево. Била је то песма „Игра без краја”, са којом је наступила на првом фестивалу Ваш шлагер сезоне и освојила награду као најбољи дебитант. На Опатијском фестивалу 1975. певала је песму „Срце у срцу” и с том песмом требало је да оде на Евровизију, али је на крају на евровизијско такмичење ипак отпутовала група „Пепел ин кри” након надгласавања у финалу. Неда је у то време наступала с групом „Камен на камен”, а њихов први носач звука звао се једноставно „Неда Украден & Камен на камен”. Године 1976, снимили су другу плочу „Ко ме то однекуд дозива”. Уследиле су плоче „Недине најљепше пјесме” (1977) и „Још те волим” (1979). Године 1981, пратила је, заједно с Јадранком Стојаковић и Исметом Крвавац, нашег представника на Евровизији у Ирској, Сеида Мемића Вајту са песмом „Лејла”.

### 1980-е
Повратком у загребачку дискографску кућу „Југотон” Неда је променила свој имиџ, почела радити са Ђорђем Новковићем и Рајком Дујмићем, те 1982. снима албум „То мора да је љубав”, а песме на албуму одисале су чистим попом. Албум је продан у 350.000 примерака и отворио је ново поглавље у каријери Неде Украден. Након успеха ЛП плоче „То мора да је љубав”, Неда наставља сарадњу са истим ауторима. Сви наредни албуми достигли су високе тираже: „Очи твоје говоре” (1984) преко 250.000 примерака, „Хоћу тебе” (1985) са хитом „Зора је” преко 500.000 примерака, „Шај, шај” (1986, за сарајевски "Дискотон") преко 300.000 примерака. Исти континуитет наставили су и наредни албуми „Дошло доба да се растајемо” (1987), „Послужи нас, срећо” (1988), „Поноћ је” (1988), „Добро дошли” (1989), мада је приметно поновно извесно приближавање етно звуку. То време од почетка 1980-их до почетка 1990-их дефинитивно је било у знаку Неде Украден. Поред великих тиража плоча, Неда је добила и бројне награде за певачицу године, хит и плочу године. На Загребфесту 1984. победила је са песмом „Тражи се један Вања” (прва награда стручног жирија). Њен хит „Зора је”, који је написао Ђорђе Новковић, преведен је на тринаест светских језика.

### 1990-е
Свој последњи албум за „Дискотон” „Послије нас” снимила је 1990, а на њему су радили млади сарајевски музичари предвођени Хари Мата Харијем. Доласком ратних година Неда се сели у Београд, где је 1992. објавила албум „Видовдан/Нек живи музика”. Током деведесетих је објавила и албуме Љубави жедна и Између љубави и мржње. 1997. је на Будванском фестивалу отпевала песму Ех, да сам тебе слушала. Такође је започела сарадњу са Милићем Вукашиновићем са песмом Нема више јао кад ти кажем ћао. Са том песмом је требало да најави нови албум, међутим због смрти њеног оца Душана је обуставила снимање албума и целу каријеру.

### 2000-е
2001. године је за Гранд продукцију објавила албум под називом Нова Неда. 2002. године је у издању исте продукцијске куће изашао албум Живот сам промјенила са нумерама: Као некада, Навикла сам да је лоше, Не да, не да и многи други хитови. 2005. године је учествовала на фестивалу Сунчане скале са песмом Ако се икад сретнемо и на Радијском фестивалу са песмом Коначно коју је написала Недина ћерка Јелена. 2006. је објавила албум Одужи ми се пољупцима. На том албуму је сарађивала са Марином Туцаковић и Гораном Бреговићем. 2009. године је објавила албум Да се нађемо на пола пута са истоименим хитом. На том албуму су се нашле и песме Кад сам код куће, Он па нико и многе друге.

### 2010-е
2010. године је снимила дует са хрватским певачем Иваном Заком под називом Тетоважа. 2011. је снимила песму На Балкану који је доживео велики успех и донио јој титулу Краљице Балкана. 2012. је победила са Кемалом Монтеном на Мелодијама Мостара са песмом Ако смо вриједни те љубави. Исте године је објавила нови албум Бити своја. 2013. године су услиједила још 2 велика хита Виљамовка и Добро дошли, шампиони. 2014. године је учествовала у шоу програму Твоје лице звучи познато у којем је имитирала бројне светске звезде попут Тине Тарнер и Бијонсе. Након финала је добила надимак Српска Тина Тарнер. 2015. године је снимила дует са Јасмином Ставросом. 2016. је објавила албум Терапија, а 2018. године компилацију Мојих 50 година - Live in Lisinski.

### 2020-е
9. јануара 2020. објављено је да ће бити учесница Беовизије 2020. са песмом Бомба. Наступила је у првом полуфиналу 28. фебруара из којег се пласирала у финале. У финалу Беовизије је била седма од 12 композиција са 9 бодова.
У јуну 2021. објавила је албум "Једном када ово прође".

## Лични живот
Била је 3 године у браку са Миланом Билбијом са којим има ћерку Јелену. Такође има троје унука Неду, Александру и Душана.

## Хитови
- Зора је
- Боли, боли
- Врати се с кишом
- Срце у срцу
- Само је небо изнад нас
- Шај, роде, шај
- Мајко, мајко
- Не зови ме у поноћ
- Очи твоје говоре
- Остарићу, чекајући на те
- То мора да је љубав
- Послужи нас, срећо
- Дошло доба да се растајемо
- Шуми, шуми, јаворе
- Ко те не зна
- Гдје год био
- Нисам ти ја било тко
- Живот сам промјенила
- Штета баш
- Срећо моја
- Да се нађемо на пола пута
- На Балкану
- Виљамовка
- Добро дошли, шампиони
- Као вино и гитара

## Дискографија

### Синглови
- 2012. — Ако смо вриједни те љубави (дует са Кемалом Монтеном)
- 2013. — Добродошли шампиони
- 2013. — Виљамовка
- 2014. — Нећу прежалити
- 2014. — Зовите свираче
- 2014. — Свака друга
- 2014. — Ноћи у Бразилу (дует са Учитељицама)
- 2014. — 2 и 22 (дует са Ђомлом КС)
- 2014. — Нема, нема
- 2015. — Субота
- 2015. — Leggiero
- 2016. — Жуто
- 2016. — Ако зими јоргован процвјета
- 2016. — Нема, нема, среће нема (дует са Дејаном Матићем)
- 2017. — Фаворит
- 2017. — Бијела кошуља

### Албуми
- „У мом крају” (1975)
- „Ко ме то однекуд дозива” (1976)
- „Недине најљепше пјесме” (1977)
- „Још те волим” (1979)
- „То мора да је љубав” (1982)
- „Тајне ствари” (1983) /недовршено/
- „Очи твоје говоре” (1984)
- „Хоћу тебе” (1985)
- „Шај, Шај” (1986)
- „Дошло доба да се растајемо” (1987)
- „Послужи нас срећо” (1988)
- „Поноћ је” (1988)
- „Добро дошли” (1989)
- „Послије нас” (1990)
- „Видовдан/Нек живи музика” (1992)
- „Јоргован” (1993)
- „Између љубави и мржње” (1995)
- „Љубави жедна” (1996)
- „Нова Неда” (2001)
- „Живот сам промијенила” (2002)
- „Љубомора” (2004)
- „Одужи ми се пољупцима” (2006)
- „Да се нађемо на пола пута” (2009)
- „Бити своја” (2012)
- „Терапија” (2016)
- „Једном када ово прође" (2021)

### Спотови
| Спот                         | Година | Режисер                 |
| ---------------------------- | ------ | ----------------------- |
| Зашто твој телефон шути      | 1984   |                         |
| Заплешимо                    | 1984   |                         |
| Зора је                      | 1985   |                         |
| Злато моје, Златане          | 1985   |                         |
| Шај роде шај                 | 1986   |                         |
| Закуни се                    | 1986   |                         |
| Поздрави га соколе           | 1986   |                         |
| Када дође прољеће            | 1986   |                         |
| Шуми шуми јаворе             | 1987   |                         |
| Нино                         | 1987   |                         |
| Дошло доба да се растајемо   | 1987   |                         |
| Исплест ћу бијели вијенац    | 1988   |                         |
| За сваку рану                | 1988   |                         |
| Очи невјерне                 | 1988   |                         |
| Драги ми се жени             | 1988   |                         |
| Хопа, цупа, срце лупа        | 1988   |                         |
| Још ме једном загрли         | 1988   |                         |
| Хеј, љубави ниси друг        | 1988   |                         |
| Шта ће ми твоје писмо        | 1988   |                         |
| Како сам ја сретна била      | 1988   |                         |
| О мама, мама                 | 1988   |                         |
| Боли, боли                   | 1988   |                         |
| Адио љубави                  | 1988   |                         |
| Поноћ је                     | 1988   |                         |
| Добро дошли                  | 1989   |                         |
| Мјесечино                    | 1989   |                         |
| Не мириши зумбуле            | 1989   |                         |
| Сретан ти рођендан мама      | 1989   |                         |
| Брига тебе                   | 1989   |                         |
| Била сам му све              | 1989   |                         |
| Жуто лишће                   | 1989   |                         |
| Проговори тиха ноћи          | 1989   |                         |
| Мој дилбере                  | 1990   |                         |
| Послије нас                  | 1990   |                         |
| Иди, нећу заплакати          | 1990   |                         |
| Сок од купина                | 1992   |                         |
| Осјећаш ли, жена сам         | 1992   |                         |
| Стале реке                   | 1995   |                         |
| Ти имаш све                  | 1995   |                         |
| Само је небо изнад нас       | 1996   |                         |
| Било где                     | 1996   | Дејан Милићевић         |
| Што ти сина нисам родила     | 2001   | Неда и Маријана         |
| Гдје год био                 | 2001   | Дејан Милићевић         |
| Живот сам промјенила         | 2002   |                         |
| Ако се икад сретнемо         | 2005   | Милан Билбија           |
| Маки маки                    | 2006   | Дејан Милићевић         |
| Стварно се исплатило         | 2006   | Дејан Милићевић         |
| Срећо моја                   | 2007   | Ведад Јашаревић         |
| Кад сам код куће             | 2009   | Дејан Милићевић         |
| Њежна и безобразна           | 2009   | Николај Нанков          |
| Да се нађемо на пола пута    | 2009   | Ведад Јашаревић         |
| Нај нај                      | 2009   | ДМ САТ видео продукција |
| Тетоважа                     | 2010   |                         |
| Пао снијег по дуњама         | 2011   | Горан Шљивић            |
| Зора је                      | 2011   | Nešo je                 |
| На Балкану                   | 2012   | ДМ САТ видео продукција |
| Најбољу клуб у граду         | 2012   | ДМ САТ видео продукција |
| Није ти добро                | 2012   | Дејан Милићевић         |
| Добро дошли шампиони         | 2013   | Дејан Милићевић         |
| Виљамовка                    | 2013   | Дејан Милићевић         |
| Нећу прежалити               | 2014   | Андреја Дамјановић      |
| Нема, нема                   | 2014   | Дејан Милићевић         |
| Ноћи у Бразилу               | 2014   | OrangeVideos            |
| 2 и 22                       | 2014   | ДМ САТ видео продукција |
| Зовите свираче               | 2014   | Горан Шливић            |
| Леђеро                       | 2015   | Бојан Стевановић        |
| Субота                       | 2015   | Андреј Илић             |
| Љубавник                     | 2016   | Ведад Јашаревић         |
| Ако зими јоргован процвијета | 2016   | Горан Шливић            |
| Жуто                         | 2016   | Ведад Јашаревић         |
| Терапија                     | 2016   | Дарио Радусин           |
| Нема, нема среће нема        | 2016   | ДМ САТ видео продукција |
| Калдрма                      | 2017   | Горан Шливић            |
| Туђе слађе                   | 2017   | Дарио Лепоглавец        |
| Бијела кошуља                | 2017   | Ведад Јашаревић         |
| Као вино и гитара            | 2018   | Дарио Радусин           |
| Волим живот                  | 2018   | Ведад Јашаревић         |
| Премало ми је                | 2019   | Ведад Јашаревић         |
| Најтеже је кад се растаје    | 2019   | Дарио Радусин           |
| Бомба                        | 2019   | Дарио Радусин           |
| Није поштено                 | 2019   | Милан Михајловић        |
| 3,2,1,0                      | 2019   | LEONA Videos            |
| Ни Дубаи,ни Хаваи            | 2020   | Neo Visuals             |
| За праву љубав               | 2020   | Ведад Јашаревић         |
| Једном када ово прође        | 2021   | Дејан Милићевић         |
| Где ћемо за празнике         | 2021   | Дејан Милићевић         |
| Muchas Gracias               | 2021   | Дејан Милићевић         |
| Лаванда                      | 2022   | Стипе Шурлин            |
| Viva L'amore                 | 2023   | Neo Visuals             |
| Живи се и умире за љубав     | 2024   |                         |

## Фестивали
Ваш шлагер сезоне, Сарајево:
- Игра без краја, '67, награда за најбољег дебитанта
- Кише су пале, '69
- Ништа више нећу рећи, '70
- Нови робинзони , '75
- Ја и ти, '76
- Пожури ми, драгане, '77
- Вјеруј ми душо моја, '78
- Још те волим, '79
- Ожењен је, '81
- Не буди ме ноћас, '82, прва награда стручног жирија и награда за интерпретацију - Златни микрофон
- Не вјеруј, '83, трећа награда публике

Опатија:
- Срце у срцу (са групом Камен на камен), '75, друго место и специјална награда фестивала
- Еј, да ми је наћи, '76, награда стручног жирија и посебна награда за најуспешнију песму инспирисану нашим фолклором
- Алчак, '78
- Шехерзада, '79
- Какав ли ће то дан бити, '81
- Мост, '81 (вече родољубиве песме са Индексима, Кемалом Монтеном и Јадранком Стојаковић)
- Галеб, '81 (вече родољубиве песме са Махиром Палошем, Кемалом Монтеном и Јадранком Стојаковић)
- За три дана прође свако чудо, '82

Београдско пролеће:
- Писма љубави, '78

Омладина, Суботица:
- Ако желиш крај, '68
- Понекад, '68, трећа награда стручног жирија
- Млада мајка, '74

Сплит:
- Гором и долом, '77
- Умире љето (Вече далматинске шансоне), '81
- Чује се глас, '81 (са групом Камен на камен, вече Устанак и море)
- Довиђења, заборави ме, '83
- Исплест ћу бијели вијенац, '88

Загреб:
- Не дам га, не дам, '77, награда за најбољег дебитанта
- Што си ближе мени, '79
- Тражи се један Вања, '84, награда стручног жирија

Југословенски избор за Евросонг:
- Дилема, Загреб '69
- Све што се одгађа, то се не догађа, Београд '81, седмо место
- Шај роде, шај, Приштина '86, осмо место

Евросонг:
- Лејла (песма), (као пратећи вокал са Исметом Дервоз и Јадранком Стојаковић - Сеиду Мемићу Вајти), 15. место, '81

МЕСАМ:
- Не може се, натраг више, '84

Славонија, Пожега:
- Што си нано, удала ме рано, '75, друга награда публике
- Комушање, '81

Златне жице Славоније, Пожега:
- Слободни смо као птице (дует са Златком Пејаковићем), 2012

Словенске попевке:
- Сретан дан (Љубав побједу слави), '75, друга награда публике

Фестивал родољубиве и револуционарне пјесме:
- Мајка (са групом Камен на камен), '75, трећа награда фестивала
- Добро је, друже Тито, '77
- Путови (дует са Кићом Слабинцем), '77
- Добро је, друже Тито, '77

Пјесма Медитерана, Будва:
- Ех, да сам тебе слушала ћале, '97

Сунчане скале, Херцег Нови:
- Ако се икад сретнемо, 2005

Радијски фестивал, Србија:
- Љубомора, 2004
- Коначно, 2005

Гранд фестивал:
- Ево свиће, 2008

Охрид фест:
- Њежна и безобразна, 2009

Pink music festival:
- Свака друга, 2014

Хрватски радијски фестивал:
- Стварно се исплатило, 2008
- Кад сам код куће, 2009

Мелодије Мостара, Мостар:
- Ако смо вриједни те љубави (дует са Кемалом Монтеном), 2012, победничка песма

Марко Поло, Корчула:
- Далмацијом загрљени (са клапом Лука Плоче), 2010, победничка песма
- 2 и 22 (са КС Ђомла), 2014, победничка песма

CMC festival, Водице:
- Од поноћи (дует са Јасмином Ставросом), 2015
- Терапија, 2016
- Фаворит, 2017
- Као вино и гитара, 2018
- Најтеже је кад се растаје, 2019
- За праву љубав, 2020
- Гдје ћемо за празнике, 2021
- Лаванда, 2022
- Живи се и умире за љубав, 2024
- Ко то тамо пјева, 2025

Фестивал севдалинке, Тузла:
- Мене мајка једну има / Све бехара и све цвјета, гошћа ревијалног дела фестивала

Сабор народне музике Србије, Београд:
- Добитница естрадно - музичке награде Србије за животно дело, 2018
- Гошћа шесте такмичарске вечери фестивала и добитница Награде националног естрадно - музичког уметника Србије, 2020

Беовизија:
- Бомба, 2020, седмо место

## Дуети
- 1985. Само је небо изнад нас — дует са Матом Дошеном
- 1986. Збогом, невјерна душо — дует са Мишом Ковачем
- 1987. Имам неку склоност за те — дует са Арсеном Дедићем
- 1988. Још ме једном загрли — дует са Владом Калембером
- 1993. Сарајево — дует са Регином
- 1995. Нема зоре, нема дана
- 2002. Штета баш — дует са Жељком Самарџићем
- 2004. Најбоље су цуре — дует са Алком Вуицом и Вуцом
- 2010. Тетоважа — дует са Иваном Заком
- 2012. Пао снијег по дуњама — дует са Кемалом Монтеном
- 2012. Извини — дует са Жељком Васићем
- 2012. Слободни смо као птице — дует са Златком Пејаковићем
- 2012. Ако смо вриједни те љубави — дует са Кемалом Монтеном
- 2014. Ноћи у Бразилу — дует са Учитељицама
- 2014. 2 и 22 — дует са Ђомлом КС
- 2015. Од поноћи — дует са Јасмином Ставросом
- 2016. Нема, нема, среће нема — дует са Дејаном Матићем

## Галерија
- Неда и хор „Наша Младост”, у оквиру Теслићког љета, 2011. године
- Теслићко љето, 2011. године